# ビリー・マッケンジー (歌手)
ビリー・マッケンジー（Billy MacKenzie、本名・William MacArthur MacKenzie、1957年3月27日– 1997年1月22日）は、イギリス・スコットランドにあるダンディー市出身の歌手でシンガーソングライター。アソシエイツのボーカリストとして活躍した。

## 来歴
1957年、父ジムと母リリーの間に6人兄弟の長男として生まれる。子供の頃から歌自慢で、トム・ジョーンズやナット・キング・コール、ビリー・ホリデイなどの曲を歌って育つ。
中学校卒業後、仕事に耐えられずニュージーランドとアメリカを放浪する。17歳の時にクロエ・ダマーと結婚するも半年もせずに離婚して帰国。彼女の兄、メルヴィン・ダマーがハワード・ヒューズから偶然に莫大な遺産を相続する少し前のことだった。
1976年、スコットランドでアラン・ランキンに出会い、The Ascorbic Onesを結成し、1979年にアソシエイツと改名。1982年にアソシエイツは「Party Fears Two」や「Club Country」などのヒット曲を出すが、アランとのツアーをめぐる意見の対立でグループとしては解散。その後は1990年までビリー自身のソロ・プロジェクトとして稼働。
1992年に初めてソロ名義のアルバム『Outernational』を発表。翌1993年にアランとアソシエイツ再結成のためのレコーディングをしたが、発表に至らず決裂（2000年に発表）。
その後はSteve Aungleと組んで音楽活動をしていた。しかし、うつ病に苦しんでおり、1996年に母親が胃癌で亡くなり死に目に会えなかったことが追い打ちをかけた。1997年に父親の家の側にあった納屋で自殺しているところが発見された。死因は市販薬と処方薬によるオーバードースであった。

## エピソード
- ジョン・ヒューズ監督の『フェリスはある朝突然に』のサントラ盤に収録された曲を通じてYelloと初めて出会う。1986年の冬に彼らの本拠地チューリヒでアルバム『ワン・セカンド』の収録に着手。その際、シャーリー・バッシーにYelloと共作した「The rhythm divine」のボーカルをとってくれるようにホテルのロビーでひざまずいて歌った。

- ザ・スミスの「William it was really nothing」が発表された頃、モリッシーとビリーの間に交遊があった。しかし、ビリーがモリッシーの家から本とお気に入りのシャツを黙って持ち帰ったために交遊が途絶えた。1992年のアソシエイツ再結成時にアンサーソング「Stephen, You're still really something」を録音するが、没後の2000年に未発表曲などを集めたコンピレーション・アルバム『Double Hipness』に収録されるまで発表されなかった。

- ウィペット種の犬が大好きで、一時期は繁殖を手がけていたこともあった。

- デビュー前にダンディー市内で「crypt」というブティックを経営していたことがあった。

## トリビュートとカバー
- "William it was really nothing" ※ザ・スミスによるシングルで、ビリーのことを歌っているとされる曲。アルバム『ハットフル・オブ・ホロウ』などに収録。
- "Cut here" ※ザ・キュアーによるシングルで、ビリーの想い出を歌っている。アルバム『グレイテスト・ヒッツ』に収録。
- "Say" ※クリーチャーズ（スージー・スーらのサイド・プロジェクト）によるシングルで、ビリーに捧げられている。
- "Christ" ※ルーク・ハインズ によるナンバー。ショービジネスの悲しい側面を歌った曲。歌詞の中で名前が歌われる。アルバム『The Oliver Twist Manifesto』収録。
- "Party Fears Two" ※ディヴァイン・コメディによる1982年の曲のカヴァー。アルバム『ヴィクトリー・フォー・ザ・コミック・ミューズ』収録。
- "Barrie for Billy MacKenzie" ※Rockettothesky（ノルウェー出身のJenny Hvalという女性シンガーのソロ・プロジェクト）によるトリビュート曲。アルバム『To sing you apple trees』収録。
- "Diamonds Eat Diamonds" ※クリス・コネリー & ザ・ベルズによる楽曲で、ビリーに捧げられている。アルバム『Blonde Exodus』収録。

## ディスコグラフィ

### アルバム
- Outernational (1992年、Circa)
- Beyond the Sun (1997年、Nude) ※全英64位[1]
- Memory Palace (1999年、Rhythm of Life) ※with ポール・ヘイグ
- Eurocentric (2001年、Rhythm of Life) ※with Steve Aungle
- Auchtermatic (2005年、One Little Indian) ※コンピレーション
- Transmission Impossible (2005年、One Little Indian) ※コンピレーション

### シングル
- "Baby" (1992年、Circa)
- "Colours Will Come" (1992年、Circa)
- "Pastime Paradise" (1992年、Circa) ※プロモーション盤のみ

### アソシエイツ
- The Affectionate Punch (1980年、Fiction)
- 『碧い幻』 - Fourth Drawer Down (1981年、Situation Two) ※コンピレーション
- 『サルク』 - Sulk (1982年、Associates/Beggars Banquet)
- 『パーハップス』 - Perhaps (1985年、WEA)
- 『ワイルド・アンド・ロンリー』 - Wild and Lonely (1990年、Circa)
- The Glamour Chase (2002年) ※1988年録音